# Jamballi, Hosanagara
Jamballi là một làng thuộc tehsil Hosanagara, huyện Shimoga, bang Karnataka, Ấn Độ.